# بيت معلا (يريم)

تعديل مصدري - تعديل

بيت معلا محلة تابعة لقرية الفرجدي، التابعة لعزلة ارياب بمديرية يريم إحدى مديريات محافظة إب في الجمهورية اليمنية.، بلغ تعداد سكانها 56 حسب تعداد اليمن لعام 2004.